# 池州市第八中学
池州市第八中学（前称贵池区殷汇中学），简称池州八中，又称池州市贵池区殷汇中学，是位于中國安徽省池州市贵池区的一所公立高中，是安徽省重点中学、安徽省示范高中。始创于1958年，2009年改为现名。

## 历史
1958年，贵池县殷汇初级中学在贵池县殷汇镇成立，为一初级中学。当年，全校共3个班，学生172人。第一任校长为吴道之。1970年夏季，开始招收高中学生。1972年，高中部正式成立，殷汇中学成为完全中学。1979年，池州地区行政公署将其列为地区重点中学；1982年，安庆地区行政公署将其列为地区重点中学。1988年，池州地区恢复建制，贵池撤县建市，池州地区行政公署再次将其列为地区重点中学。
进入1990年代，殷汇中学因地处农村，并且周边治安情况恶化，导致人气下降，至1995年，生源濒临枯竭。1996年12月，该校教师、贵池市灌口乡江村人査来赋（1954 - ）自任校长兼党委书记。他上任后，对该校管理体制和教学观念进行改革，效果颇佳。1997年，池州地区行政公署将其评为“地区示范高中”，排名仅次于安徽省贵池中学。1997年，安徽省教育厅下发《关于印发安徽省示范性普通高级中学评估验收实施方案及评估细则的通知》。池州地区行政公署教育局不久印发《池州地区示范高中和合格高中办学水平评价方案及评估细则》，其中提到殷汇中学建成省示范高中。1999年，贵池市人民政府同意殷汇中学创建省示范高中。2003年5月26日，贵池区殷汇中学正式被安徽省教育厅评为“安徽省示范高中”，为池州市除贵池中学、东至二中以外，第三所省示范高中，同时也是池州唯一一所位于农村的省示范高中，6月28日正式揭牌。
进入21世纪以后，殷汇中学班额过大、压力过重的问题日益凸显。为缓解压力，2008年底，殷汇中学高中部整体迁往江口街道办事处生态大道93号新校区。2009年9月9日，高中部更名为池州市第八中学，在殷汇镇的高中部原址建立池州市职教中心，为一中专；初中部仍称贵池区殷汇中学，但和高中部分离，不再相互隶属。

## 基础设施
校园占地面积260亩，分“生活区”“学习区”“运动区”。

## 历任校长
| 姓名   | 上任时间   | 卸任时间   | 备注         |
| ------ | ---------- | ---------- | ------------ |
| 吴道之 | 1958年9月  | 1975年7月  | [ 1 ]        |
| ？     | ？         | ？         |              |
| 杜旺盛 | ？         | 1996年10月 |              |
| 査来赋 | 1996年12月 | 2010年8月  | [ 7 ] [ 12 ] |
| 王庆邦 | 2010年8月  | 2014年8月  | [ 13 ]       |
| 琚曙光 | 2014年8月  | 2019年9月  | [ 14 ]       |
| 胡跃新 | 2019年9月  | 不適用     | [ 3 ] [ 15 ] |

## 註腳
1. ↑  1952年撤销池州专区，贵池县隶属安庆专区，1965年恢复。
2. ↑  约合260亩。
3. ↑  吴道之（1927 - 2012），山东文登人，中国人民解放军军人。1958至1975年曾任殷汇中学校长。[4]
4. ↑  今属贵池区殷汇镇坦埠村。